# Domingo Aguirre
Domingo Aguirre (segle xvii) fou un jurista català d'origen basc, catedràtic de Dret de la Universitat de Barcelona (1691-1727).
Va deixar escrites diverses obres, destacant el Tratado histórico legal del Real Palacio antiguo de Barcelona, editat a Viena el 1725.